# Zaynab Fawwaz
Zaynab Fawwaz o Zeinab Fawaz (in arabo زينب فواز‎?, zaynab fawwaz) (1860 – 1914) è stata una scrittrice, poetessa e attivista libanese naturalizzata egiziana.
Zaynab Fawwaz è emersa come una delle figure più influenti nella storia culturale e letteraria libanese in particolare, e araba più in generale, distinguendosi non solo come fervente attivista per i diritti delle donne ma anche come talentuosa romanziera, drammaturga, poetessa e storica. Tipica figura della nahda, il risveglio culturale arabo tra la fine dell'Impero ottomano e la prima guerra mondiale, la sua vita e il suo lavoro mirarono al superamento delle barriere socio-economiche per l'emancipazione femminile e la riforma sociale.

## Biografia

### I primi anni
Dei primi anni di vita di Zaynab Fawwaz sappiamo ben poco, a parte quello che più tardi lei stessa raccontò. Nacque in una famiglia sciita povera e analfabeta nel villaggio di Tibnin nel Sud del Libano, al tempo del Mutasarrifato di Monte Libano. Zaynab Fawwaz ebbe la fortuna di essere avvicinata dalla famiglia principesca locale, gli As'ad, che a quel tempo comandavano un piccolo emirato con sede a Tibnin. La principessa Fāṭimah bint al-Asʿad, in particolare, riconobbe il suo talento e la prese sotto la sua ala, fornendole un'educazione di base.
Ancora giovane sposò un membro della nobile famiglia, Khalil Bey Al-As'ad, da cui divorziò qualche anno più tardi, lasciando Tibnin per Damasco insieme alla sua famiglia. In Siria sposò un certo Adib Nazmi, di cui sappiamo poco, a parte che fosse anch'egli uno scrittore. Anche questo matrimonio finì dopo pochi anni, poco prima della partenza di Fawwaz per l'Egitto.

### Gli anni in Egitto
La vita di Fawwaz prese una svolta decisiva quando si trasferì in Egitto, nazione in cui rimase per il resto della sua vita. Ad Alessandria, entrò in contatto con importanti figure culturali dell'epoca, come il poeta Hasan Husni al-Tuwayrani, che dirigeva un giornale locale, e sotto la cui guida iniziò a pubblicare articoli e opere letterarie. La sua produzione letteraria comprende due romanzi, una raccolta biografica di donne illustri e varie opere teatrali e poetiche.
Fawwaz fu una delle poche donne, oltre ad 'A'isha al-Taymur, che in questo periodo riuscirono ad affermarsi come scrittrici e a vivere unicamente dei compensi della loro attività letteraria.

### L'attività letteraria
In Egitto fu una prolifica giornalista e scrittrice, pubblicando per lo più per il locale Al-Nil, diretto dall'amico Hasan al-Tuwayrani e pubblicando altrimenti sotto lo pseudonimo di Durrat al-Sharq (Perla dell'Oriente).
Il suo romanzo del 1899 Lieto fine (in arabo حسن العواقب‎?, Ḥusn al-Awaqib) è considerato il primo romanzo moderno in lingua araba scritto da una donna. La sua opera teatrale Amore e fedeltà (in arabo الهوى والوفاء‎?, Al-Haawa wa al-Wafa), pubblicata nel 1893, rappresenta un altro primato femminile nella letteratura araba. Fawwaz fu anche autrice di un'opera dal carattere enciclopedico che documenta la vita di 456 donne, il cui titolo è pressappoco traducibile come Perle Sparse tra gli Strati delle Dame Velate (originale, in arabo لدر المنثور في طبقات ربات الخدور‎?). L'opera enciclopedica, pubblicata nel 1894-1896, fu redatta raccogliendo testimonianze da un gran numero di lettori del giornale libanese Lisān al-ḥāl, su cui la scrittrice aveva lanciato un appello nel 1892 affinché le pervenissero testimonianze di donne arabe con cui lei potesse "portare queste storie dal nulla all'esistenza [...] per poter dimostrare facilmente alcuni dei diritti e delle virtù delle donne".
Altre opere di Fawwaz includono:
- Lettere di Zaynab (in arabo الرسائل الزينبية‎?)
- La Realizzazione della Perfezione nelle Biografie degli uomini (in arabo مدراك الكمال في تراجم الرجال‎?)
- La purezza nelle gesta del re degno di lode (in arabo الجوهر النضيد في مآثر الملك الحميد‎?)
- Re Ciro (in arabo الملك قوروش‎?)

Morì nel 1914 a Il Cairo.

## Impegno per i diritti delle donne
Fawwaz si dedicò alla promozione dei diritti delle donne, sia attraverso la sua scrittura sia mediante la partecipazione attiva a convegni e dibattiti pubblici. Criticò apertamente le restrizioni imposte alle donne in termini di istruzione e partecipazione alla vita pubblica, e sostenne la necessità di una loro piena emancipazione e integrazione nella società.

## Riconoscimenti
Nonostante la sfida rappresentata dal suo retroterra umile e dalla sua condizione di donna in un contesto prevalentemente maschile, Fawwaz riuscì a lasciare un segno indelebile nella letteratura e nel movimento femminile arabi. La sua eredità sopravvive non solo nelle sue opere ma anche in istituzioni che portano il suo nome, come una scuola in Siria. Tuttavia, gran parte della sua produzione letteraria rimane poco conosciuta e scarsamente presente nelle biblioteche, specialmente europee.